# Simocephalus vetulus
Simocephalus vetulus is een watervlooiensoort uit de familie van de Daphniidae. De wetenschappelijke naam van de soort is voor het eerst geldig gepubliceerd in 1776 door O.F. Müller.